# Antoine Sabi Bio
Antoine Sabi Bio (ur. w 1963 w Gounienou) – beniński duchowny rzymskokatolicki, od 2014 biskup Natitingou.

## Życiorys
Święcenia kapłańskie przyjął 7 grudnia 1991 i został inkardynowany do diecezji Natitingou. Był m.in. ekonomem i kanclerzem kurii, rektorem niższego seminarium oraz wikariuszem generalnym diecezji. W 2011 mianowany administratorem diecezji.
13 marca 2014 papież Franciszek mianował go biskupem Natitingou. Sakry biskupiej udzielił mu 17 maja 2014 abp Pascal N’Koué.